# Le Breuil, Rhône
Le Breuil là một xã thuộc tỉnh Rhône trong vùng Auvergne-Rhône-Alpes phía đông nước Pháp. Xã này nằm ở khu vực có độ cao trung bình 242 mét trên mực nước biển.